# 톨바호

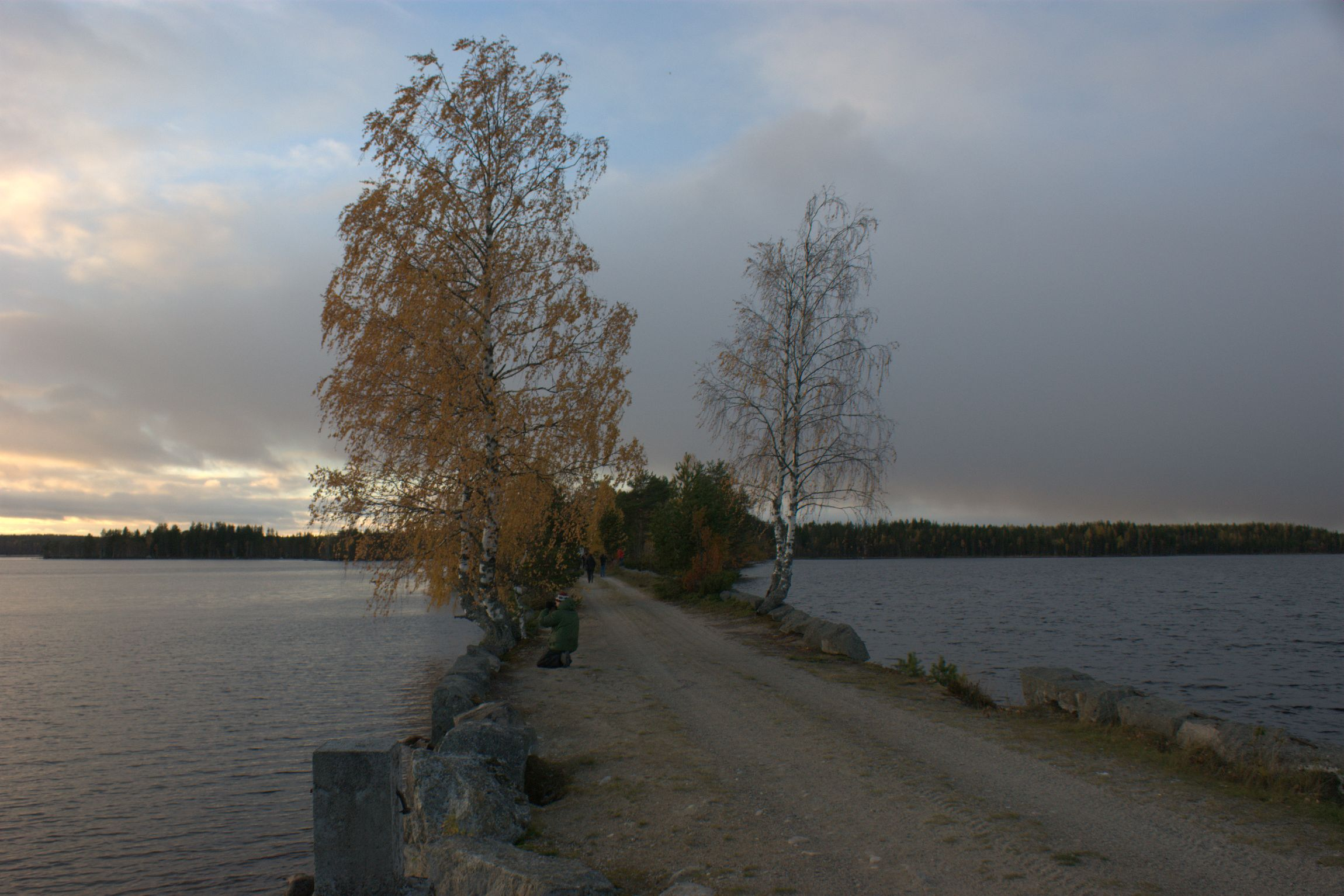

톨바호(핀란드어: Tolvajärvi 톨바얘르비['tol.va.jær.vi][*], 러시아어: Толваярви 톨바야르비[*])는 카렐리야 공화국의 호소군(群)이다. 부오크시 배수유역의 일부이다. 톨바호의 물은 강들을 따라 피엘리넨호로 흘러들어간다.
겨울전쟁 이전에는 핀란드 영토였다. 유명한 톨바얘르비 전투의 배경이 되었으며, 계속전쟁 때도 전쟁터가 되었다.